# ادریان یان
اِدریان یان (به انگلیسی: Adrian Younge؛ متولد ۱۹۷۸) آهنگساز، تنظیم کننده و تهیه‌کننده موسیقی آمریکایی مستقر در منطقه لس آنجلس است.

## پیشینه
یان در فونتانا، کالیفرنیا بزرگ شد. پدرش وکیل است و یان نیز خود مدرک جی‌دی را از دانشگاه حقوق آمریکا در شهرستان اورنج کسب کرد. یان به عنوان وکیل و استاد حقوق کار کرده‌است - در دانشگاه خود قانون سرگرمی تدریس کرده‌است. در اوایل کار خود، یان در بخش حقوقی ام‌تی‌وی کار می‌کرد.

## حرفه موسیقی
یان فیلم‌ها را ویرایش می‌کند و موسیقی را برای فیلم‌ها می‌سازد. او در اواخر دهه ۱۹۹۰ در یک گروه باس و کیبورد نواخت و پس از الگو برداری از آهنگ‌ها با MPC شروع به ساختن موسیقی کرد. او به سرعت نواختن چندین ساز را آموخت و با ضبط‌های آنالوگ آزمایش کرد که نتیجه آن تأثیر ایتالیایی بر سپیده‌دم ونیز (به انگلیسی:Venice Dawn) بود که در EP منتشر کرد. در سال ۲۰۰۹، موسیقی متن او برای فیلم دینامیت سیاه همراه برچسب Wax Poetics منتشر شد. در سال ۲۰۱۱ یان با احیا کردن و گسترش دادن سپیده‌دم ونیز آن را به اثری طولانی‌تر تحت عنوان 'چیزی دربارهٔ آوریل' (به انگلیسی:Something about April) تبدیل کرد.

## آلبوم‌شناسی
- ۲۰۰۰: سپیده‌دم ونیز EP
- ۲۰۰۹: دینامیت سیاه (امتیاز)
- ۲۰۱۰: Passion» from Long Term 2 (Ab-Soul)»
- ۲۰۱۰: Don't Matter (Over There)» from Entrapment (Big Remo)»
- ۲۰۱۱: Adrian Younge presents Venice Dawn: Something about April